# Buslijn 44 (Rotterdam)
Buslijn 44 is een buslijn in de gemeente Rotterdam die wordt geëxploiteerd door de RET. De lijn verbindt het station Rotterdam Centraal met het Erasmus MC en door de Maastunnel met het metrostation Zuidplein en is een zogenaamde "frequentbus" (tegenwoordig 6-4-2 bus), wat inhoudt dat de lijn op maandag tot en met vrijdag overdag ten minste elke tien minuten rijdt. Sinds 1953 hebben er drie buslijnen met het lijnnummer 44 bestaan bij de RET. Door werkzaamheden Maastunnel reed de huidige lijn van 3 juli 2017 t/m augustus 2019 richting Zuidplein een omleiding via Droogleever Fortuynplein, Westzeedijk, Vasteland, Erasmusbrug, Posthumalaan, Hillelaan, Maashaven Oostzijde en Brielselaan.

## Geschiedenis

### Lijn 44 I

#### Lijn R
Op 28 november 1950 werd buslijn R ingesteld tussen de Heemraadssingel nabij de Nieuwe Binnenweg en het Emmaplein in Schiedam. Op 1 november 1953 werd deze lijn vernummerd in lijn 44.

#### Lijn 44

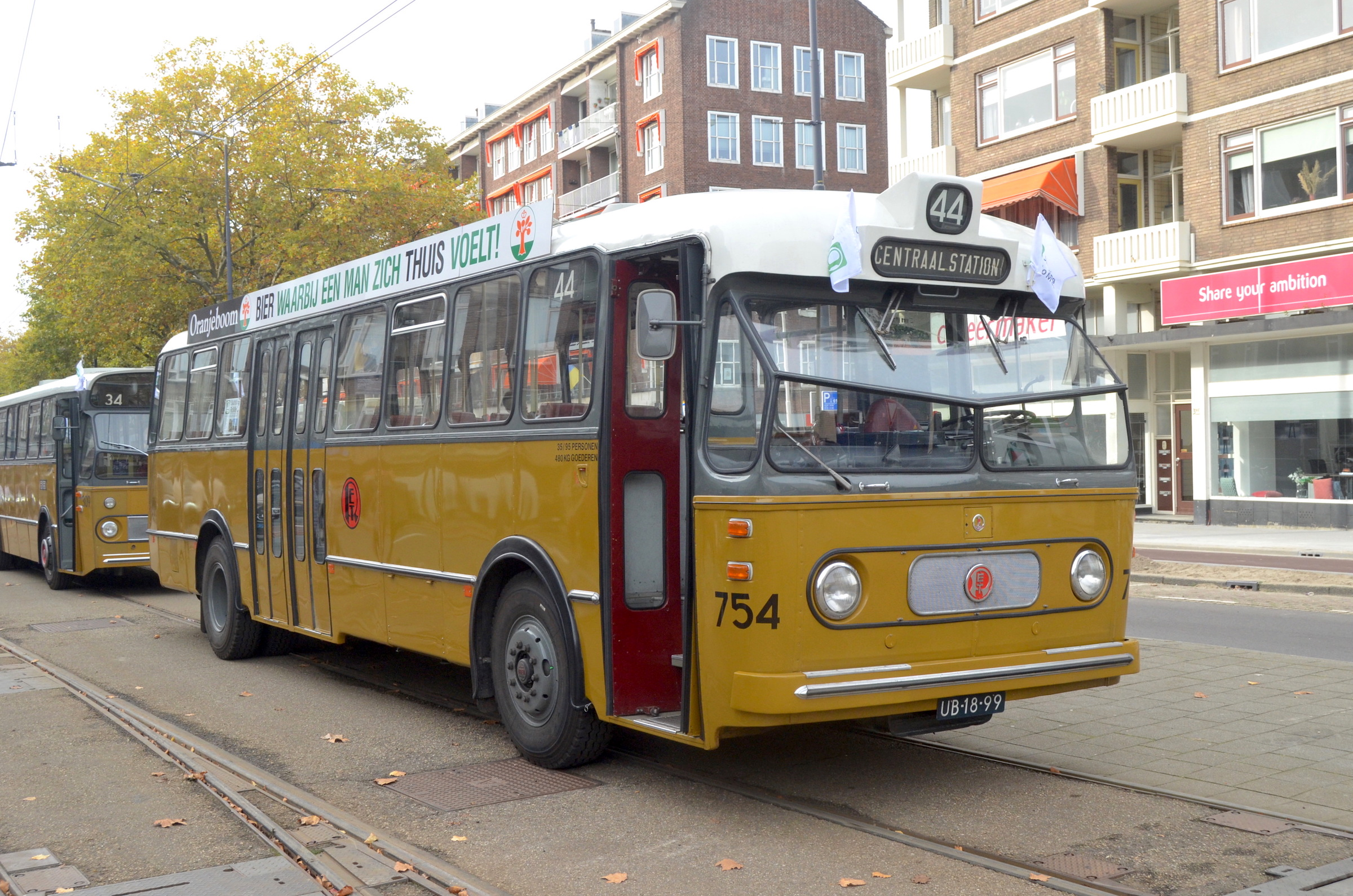
Museumbus Kromhout 754 ingefilmd als lijn 44

0p 2 september 1967, bij de grote reorganisatie en hernummering van het lijnennet in verband met de komende ingebruikname van de Rotterdamse metro, werd lijn 44 vernummerd in lijn 38 en van de Heemraadssingel via het Centraal Station verlengd naar Crooswijk, ter vervanging van de oostelijke tak van de toenmalige tramlijn 15. Tevens bood de lijn vervanging voor de westelijke tak van de al per 8 mei 1967 opgeheven toenmalige tramlijn 1.

### Lijn 44 II
Van 1984-1986 bestond een aantal jaren een buslijn 44 als versterkingslijn van lijn 38 tussen Crooswijk en het Aelbrechtsplein in Rotterdam West. De lijn reed alleen tijdens de drukke uren om en om met lijn 38. Toen in 1986 de frequentie op lijn 38 over het hele traject weer verhoogd werd werd deze lijn 44 weer opgeheven.

### Lijn 44 III

#### Lijn B
Op 26 mei 1928 werd een buslijn B ingesteld tussen het Maasstation en het terrein "Nenijto" waar dat jaar in Rotterdam de Nijverheidstentoonstelling werd gehouden. Na afloop van de tentoonstelling bleef de lijn in dienst maar werd verlegd naar het Henegouwerplein en in 1929 verder doorgetrokken naar het Burgemeester Meineszplein. Op 4 augustus 1932 werd de lijn in verband met bezuinigingsmaatregelen opgeheven.
In september 1937 keerde lijn B weer terug en reed nu van de Statenweg naar het Prinsenhoofd op het Noordereiland. Na het bombardement op 14 mei 1940 werd de lijn tijdelijk opgeheven om pas op 1 december 1947  weer terug te keren.

#### Lijn 31
Op 1 november 1953 werd lijn B vernummerd in lijn 31 maar de route bleef ongewijzigd. Op 8 mei 1967 kreeg de lijn een geheel nieuwe route en reed ter vervanging van tramlijn 11 van het Lisplein naar de Rochussenstraat. Het traject naar het Prinsenhoofd ging naar lijn 32. 

#### Lijnen 39 en 46
Op 2 september 1967 werd lijn 31 in het kader van de hernummering van het lijnennet vernummerd in lijn 39. Op 13 januari 1968 werd de lijn vanaf het Lisplein verlengd naar station Noord en vanaf de Rochussenstraat naar station Rotterdam Blaak.

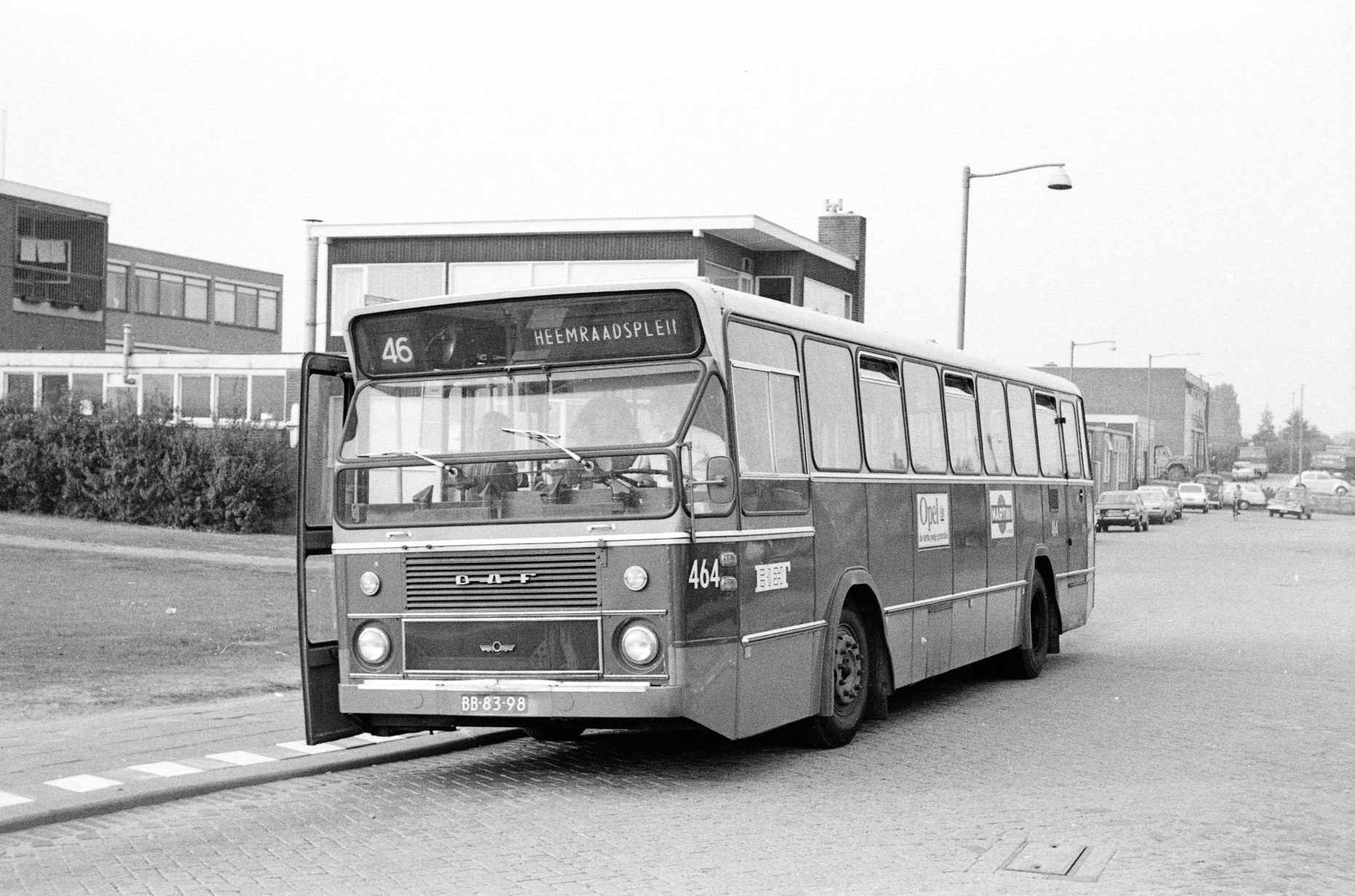
Standaardbus 464 op het Schulpplein in 1971

Op 7 februari 1968 werd een nieuwe lijn 46 ingesteld tussen Charlois en het Heemraadsplein ter vervanging van alle buslijnen die door de Maastunnel reden en werden vervangen door de metro.
In mei 1982 bij de opening van de nieuwe metro van Capelsebrug naar de Coolhaven werden de lijnen 39 en 46 gecombineerd tot één lijn 39 van Station Noord via het Heemraadsplein, Dijkzigt en de Maastunnel naar het Schulplein in Charlois. Het traject Dijkzigt - Blaak verviel en werd overgenomen door de metro. Later werd de lijn verlegd naar de metroremise Waalhaven. In de jaren 1990 werd lijn 39 verlegd vanaf de Pleinweg naar het Zuidplein in plaats van naar Charlois.

#### Lijn 44

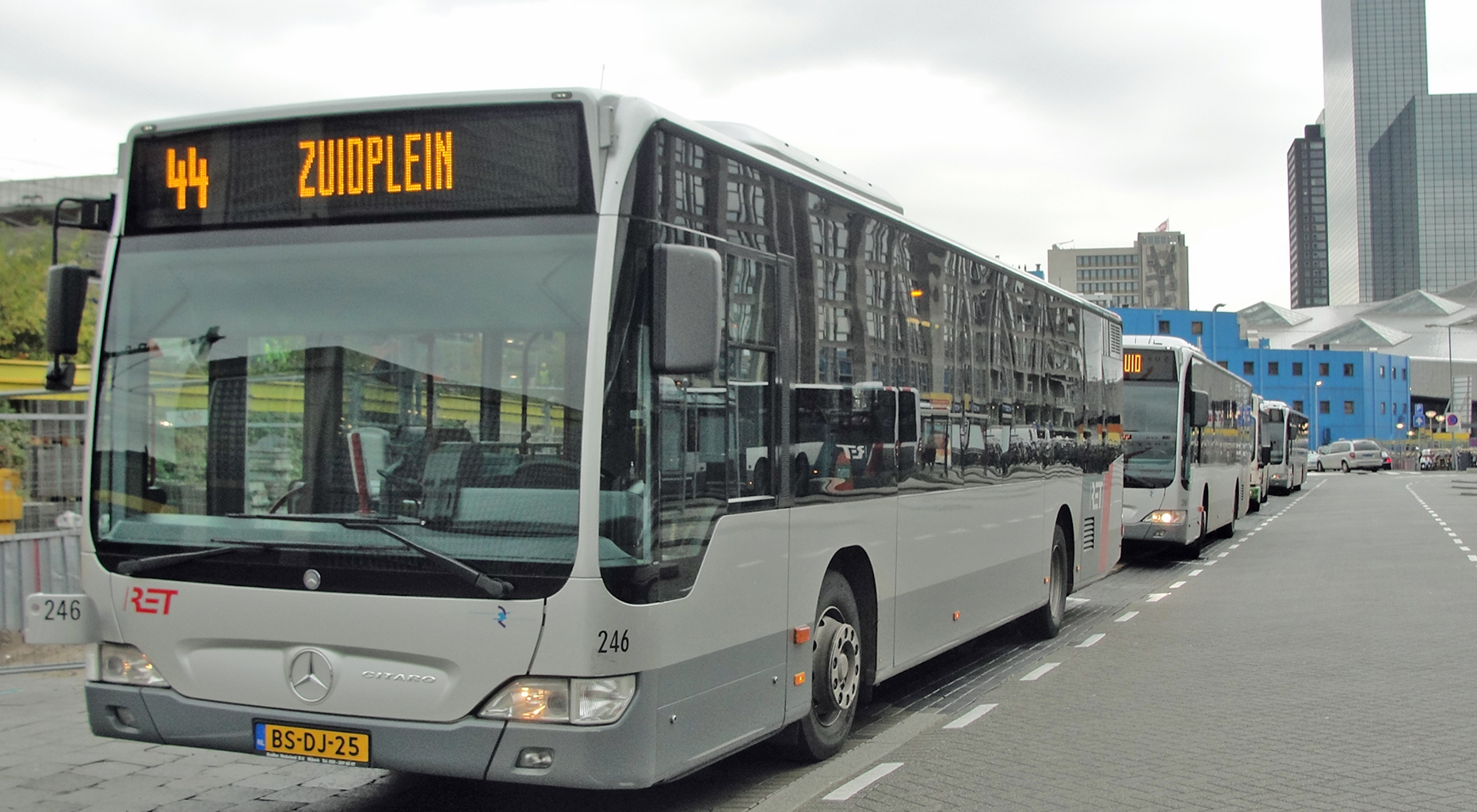
Mercedes bus 246 op lijn 44 in 2012

In september 2002 werd bij een reorganisatie van het lijnennet lijn 39 opgeheven en vervangen door lijn 44. Op de rechter Maasoever kreeg de lijn een gewijzigde route en werd voortaan via het Centraal Station naar station Noord gereden. Lijn 44 verving hierbij tevens de eveneens opgeheven lijn 45. In mei 2004 bij de volgende reorganisatie, waarbij flink moest worden bezuinigd, werd de lijn ingekort tot het Centraal Station waarbij echter eerst via Diergaarde Blijdorp werd gereden ter vervanging van de opgeheven tramlijn 3. Lijn 49 nam het traject naar station Noord over. Sindsdien was de route van lijn 44 ongewijzigd.
Op 8 april 2024 werd de lijn rechtgetrokken en rijdt als snelle busverbinding in ca. 23 minuten volgens de kortste route van Rotterdam Centraal via Dijkzigt en door de Maastunnel naar het Zuidplein grotendeels over vrije rijstroken. Het aantal haltes is hierbij beperkt en de vervallen haltes worden vervangen door een andere buslijn.

#### Lijn 46
In 2006 werd een nieuwe lijn 46 ingesteld met de route Charlois - Westblaak - Crooswijk. De lijn werd ingesteld ter compensatie van het verdwijnen van de tram in het grootste deel van Crooswijk en ter versterking van lijn 44. In 2012 werd de lijn ingekort tot het traject Charlois-Westblaak. De lijn kende beperkte exploitatie uren. Deze lijn reed tot 13 december 2014 en werd toen opgeheven.